# كرار (طائرة دون طيار)
 طائرة الكرار هي مركبة قتال جوية بدون طيار مهاجمة منتجة للجيش في إيران. ووفقا للتقارير، يمكن لل‍UCAV تفجير اهداف في سرعة عالية. وهي مركبة طويلة المدى من دون طيار وأول طائرة استطلاع جوي صنعت في إيران. الإعلانات الإيراني حول التطورات الجديدة في مجال التكنولوجيا العسكرية لا يمكن التحقق منها من مصدر مستقل.

## مواصفات الطائرة
و ذكر التلفزيون الإيراني أن طائرة الكرار يبلغ مداه 1000 كم (620 ميلا). ويمكن أن تحمل اثنين من 250 باوند أي (115 كجم) من ألقنابل، أو من ألذخيرة ألموجهة بدقة بوزن 500 باوند. ويمكن أن تحمل كرار أيضا صواريخ کوثر وهي صواريخ مضادة للسفن خفيفة أو صاروخ نصر-1 ألعابر (كروز).
ومركبة كرار للقتال ألجوي بدون طيار طولها 4 أمتار وتحتوي على محرك نفاث الذي يمكن أن تصل سرعته 900 كم / ساعة. وكرار تستخدم نظام إقلاع معزز بالوقود النفاث للمساعدة في الإقلاع ويتم استردادها أو هبوطها بواسطة مظلة.

## ردود أفعال
ذكرت الولايات المتحدة انها لا ترى أي «خطر انتشار» من هذا ألتصنيع، على الرغم من ادانة إسرائيل هذا التحرك.

## اقرأ أيضًا
- في-1

## وصلات خارجية
إيران تدشن قاذفة «كرار» بعيدة المدى (من بي بي سي بألعربية) 23 أغسطس 2010

## ألمراجع
1. ↑  "Iran unveils first bomber drone =إيران تكشف النقاب عن أول طائرة قاذفة بلا طيار (من بي بي سي بالإنجليزية)". 22 أغسطس 2010. مؤرشف من الأصل في 2019-09-15. اطلع عليه بتاريخ 2010-08-23.